# Brachycentrus maculatum
Brachycentrus maculatum är en nattsländeart som först beskrevs av Antoine François, comte de Fourcroy 1785.  Brachycentrus maculatum ingår i släktet Brachycentrus och familjen bäcknattsländor. Inga underarter finns listade i Catalogue of Life.